# Province de Sayaboury

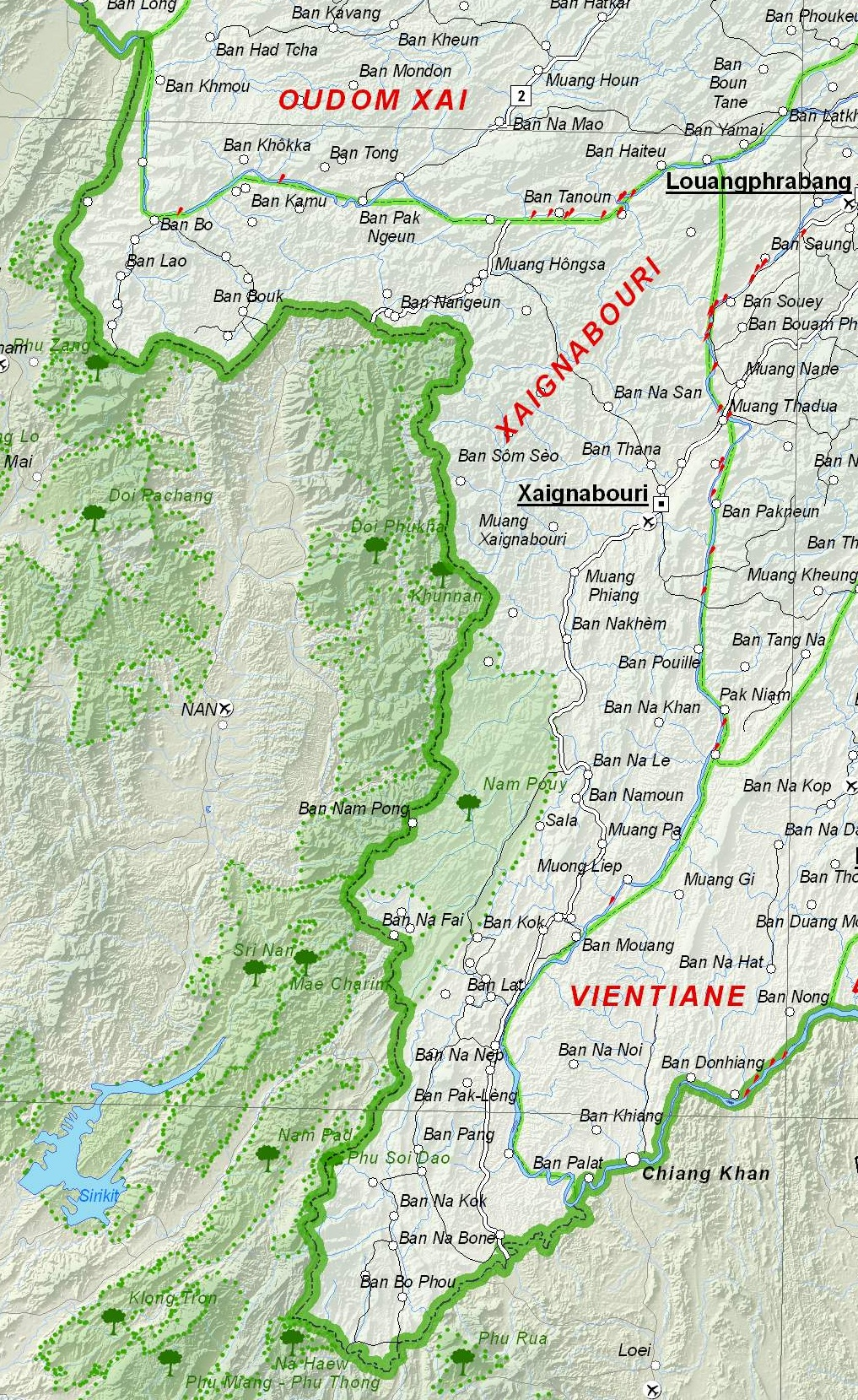
Carte de la province

La province de Sayaboury (en lao ໄຊຍະບູລີ, aussi écrite Xaignabouli, Xaignabouri, Xayaboury, Sayabouli ou Sayabouri) est une province du Nord-Ouest du Laos limitrophe de la Thaïlande. Située sur la rive droite (occidentale) du Mékong, elle a longtemps été disputée entre le Laos et le Siam (devenu la Thaïlande en 1939). Cette province montagneuse est celle qui compte le plus d'éléphants au Laos. Sa capitale est Sayaboury.

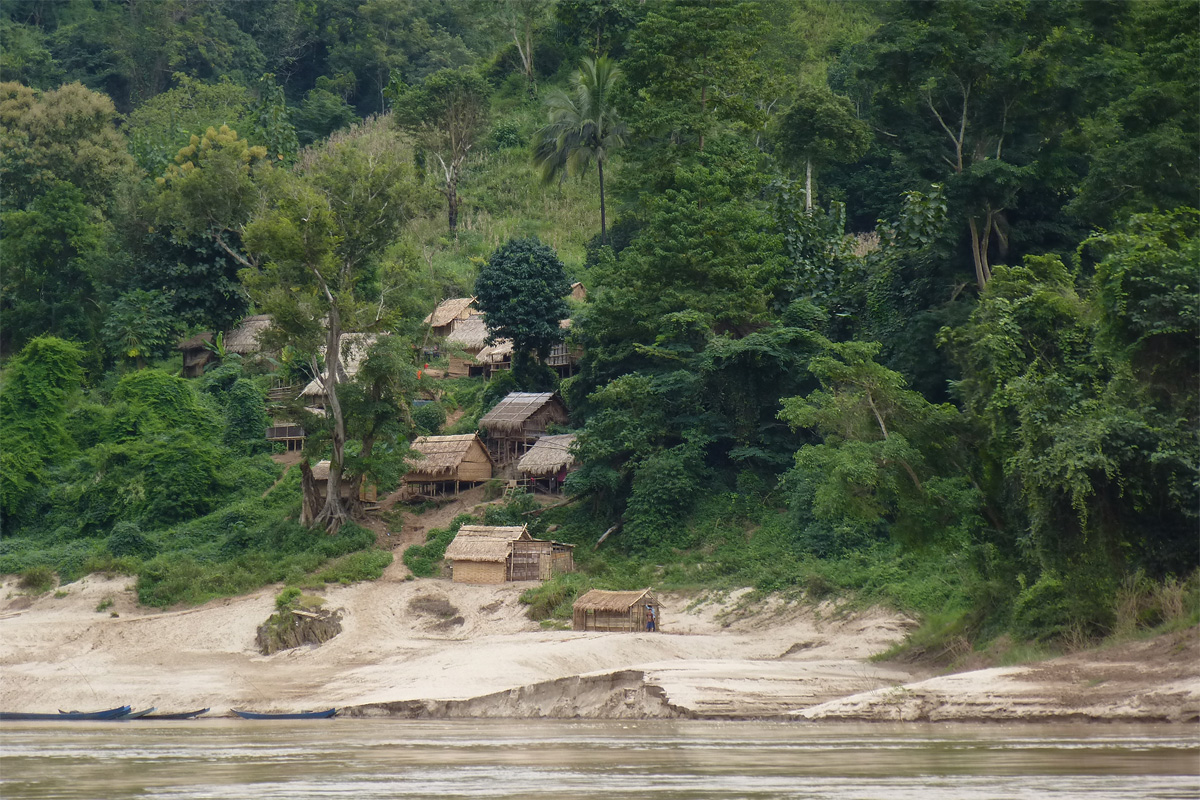
Village au bord du Mékong

## Histoire
La province de Sayaboury fait d'abord partie du royaume de Luang Prabang, devenu vassal du Siam, mais n'est pas comprise dans les provinces attribuées au Protectorat français du Laos au moment de sa constitution par le traité franco-thaïlandais de 1893, car celui-ci fixe la frontière sur le Mékong. Elle reste donc sous suzeraineté thaïlandaise, jusqu'à un nouveau traité conclu en 1907,.
Soutenue par le Japon, la Thaïlande met à profit la défaite française en Europe en 1940 pour récupérer la province : la guerre franco-thaïlandaise se conclut par le traité de paix du 9 mai 1941, qui la lui attribue. Le Royaume du Laos la récupère après la fin de la Seconde Guerre mondiale, en novembre 1946.
Entre décembre 1987 et le cessez-le-feu du 19 février 1988, la province est le cadre de la « guerre des collines », un conflit frontalier entre la Thaïlande et le Laos qui aurait fait environ un millier de morts de part et d'autre.

## Géographie
La province se situe dans le Nord-Ouest du Laos et a la forme d'un « L » à l'envers. D'une surface de 16 389 km2, elle est séparée du reste du Laos par le Mékong et de la Thaïlande par la ligne de partage des eaux entre le bassin du Mékong et celui de la Nan. Elle est limitrophe des provinces laotiennes de Bokeo et Oudomxay au nord et de Luang Prabang et Vientiane à l'est, et des provinces thaïlandaises de Phayao, Nan, Uttaradit, Phitsanulok et Loei (du nord au sud).
La province est montagneuse et on y trouve plusieurs sommets dépassant les 1 000 mètres d'altitude ; les sommets le long de la frontière avec la Thaïlande atteignent 1 790 mètres.

## Aires protégées

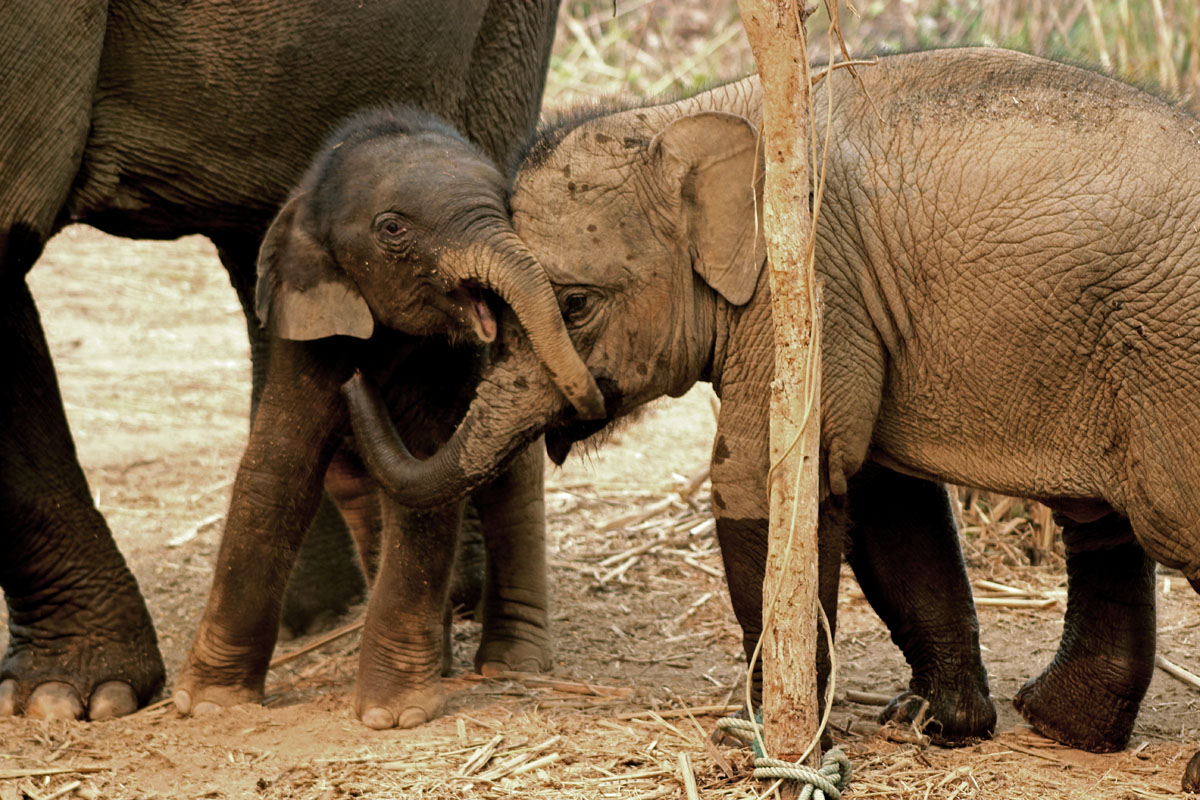
Des bébés éléphants asiatiques dans une nurserie pour éléphants dans un centre de conservation au Laos à Sayaboury.

L'aire protégée de Nam Poui, située à la frontière avec la Thaïalnde, a une surface de 1 912 km2. En 2008, elle a été identifiée par le gouvernement laotien comme une zone prioritaire pour la protection des éléphants. On y trouve 50 à 60 éléphants sauvages. Les autres animaux présents sont notamment le gibbon, le gayal, le tigre, le dhole, saro, le semnopithèque à coiffe et l'ours noir d'Asie,.

## Divisions administratives
La province est découpée en onze muangs (ou districts) :
| Carte | Code                   | Nom         | Nom lao | Population (2015) |
| ----- | ---------------------- | ----------- | ------- | ----------------- |
|       |                        |             |         |                   |
| 08-01 | District de Sayaboury  | ເມືອງໄຊຍະບູລີ  | 75 737  |                   |
| 08-02 | District de Khop       | ເມືອງຄອບ     | 20 546  |                   |
| 08-03 | District de Hongsa     | ເມືອງຫົງສາ    | 28 048  |                   |
| 08-04 | District de Ngeun      | ເມືອງເງິນ     | 17 589  |                   |
| 08-05 | District de Xienghone  | ເມືອງຊຽງຮ່ອນ  | 32 562  |                   |
| 08-06 | District de Phiang     | ເມືອງພຽງ     | 57 433  |                   |
| 08-07 | District de Parklai    | ເມືອງປາກລາຍ  | 68 215  |                   |
| 08-08 | District de Kenethao   | ເມືອງແກ່ນທ້າວ  | 39 900  |                   |
| 08-09 | District de Botene     | ເມືອງບໍ່ແຕນ    | 17 539  |                   |
| 08-10 | District de Thongmyxay | ເມືອງທົ່ງມີໄຊ   | 8 572   |                   |
| 08-11 | District de Xaysathan  | ເມືອງໄຊສະຖານ | 15 235  |                   |

## Démographie
En 2015, la province a une population de 381 376 habitants. La densité de population est de 23 habitants par km2. 39,9 % des habitants vivent en zone urbaine, 59,5 % dans des zones rurales accessibles par la route et 0,6 % dans des zones non accessibles par la route. Il s'agit de la deuxième province la plus urbanisée du Laos après la préfecture de Vientiane.
Les groupes ethniques présents dans la province sont les Khmu, les Tai Dam, les Tai Lue, les Htin, les Phai, les Kri et les Akha. Les Mlabri, qui sont un des derniers groupes de chasseurs-cueilleurs en Asie du Sud-Est, sont présents dans les forêts de l'Ouest de la province. Selon Schliesinger (2003), quarante personnes de cette ethnie vivent dans le district de Phiang,.

## Économie
La province est un important producteur de riz, de coton, de cacahuètes, de sésame, de maïs, d'oranges et de teck,. Sayaboury est la province qui compte le plus grand nombre d'éléphants dans le pays. Ils sont utilisés pour transporter du matériel dans les champs et les forêts.
La centrale thermique de Hongsa, entrée en fonction 2015 dans le Nord de la province, est alimentée par les mines de lignite adjacentes. Le projet a coûté environ 4 milliards de dollars américains et a nécessité le déplacement de 2 000 personnes. La centrale a une production de 1 800 MW dont 1 473 MW sont destinés à l'Electricity Generating Authority of Thailand.

## Tourisme
Le nombre de visiteurs internationaux dans la province a fortement augmenté entre 2013 et 2017 : il a passé de 87 776 à 218 995. Le nombre de touristes domestiques est de 15 928 en 2017. La province compte 7 hôtels et 174 maisons d'hôtes pour un total de 2 257 chambres et 2 596 lits à la même date. Les attraits touristiques de la province sont notamment les paysages montagneux, les balades à dos d'éléphants au Lao Elephant Conservation Center et la visite des villages Tai Lue.

## Transports
La route nationale 4 traverse la province depuis Kenethao à la frontière avec la province thaïlandaise de Loei au sud jusqu'à Tha Deua à la frontière avec la province de Luang Prabang au nord-est en passant par la capitale Sayaboury. Depuis Sayaboury, la route 4A permet de rejoindre Muang Ngeun qui est frontalière de la province thaïlandaise de Nan. Depuis là, la route 2W continue vers le nord en direction de Muang Xay dans la province d'Oudomxay.
La ville de Sayaboury possède un aéroport.